# Enio Bacci
Enio Bacci (Lajeado, 19 de setembro de 1958) é um advogado e político brasileiro. Foi deputado estadual e federal por seis mandatos, exercendo o cargo de secretário da segurança no começo da gestão Yeda Crusius.
Filiado no Partido Democrático Trabalhista (PDT), Enio Bacci foi eleito vereador de Lajeado, sua cidade natal. Em 1994, elegeu-se deputado federal, sendo reeleito em 1998, 2002, 2006 e 2010. Licenciou-se do mandato de deputado federal para assumir como secretário de Segurança em 2007.
Em 2014, foi eleito deputado estadual. Após a eleição, filiou-se ao PTB e exerceu o cargo de diretor do Detran-RS, saindo para ser pré-candidato a Deputado Federal em 2022 pelo União Brasil.

## Carreira política

### Deputado federal pelo Rio Grande do Sul (1995-2015)
Em 1994, foi eleito deputado federal representando a região do Vale do Taquari. Foi reeleito quatro vezes.

### Secretário de Segurança do Rio Grande do Sul (2007)
Em 2007, foi nomeado secretário de Segurança no governo de Yeda Crusius, sendo exonerado por causa de uma crise envolvendo seu estilo personalista e assessores ligados ao jogo do bicho.
A sua demissão culminou na saída do PDT da base aliada, com seus sete deputados passando a integrar a oposição.

### Deputado estadual do Rio Grande do Sul (2015-2019)
Nas eleições de 2014, em 5 de outubro, foi eleito deputado estadual à Assembleia Legislativa do Rio Grande do Sul na 54ª legislatura (2015 — 2019). Assumiu o cargo em 1 de fevereiro de 2015, cujo mandato expira em 1 de fevereiro de 2019.

### Diretor do Detran-RS (2019-atualidade)
Em 2019, foi nomeado diretor do Detran-RS pelo governador Eduardo Leite.

## Posições políticas
Identificando-se como brizolista e varguista, Enio Bacci descreve se como sendo trabalhista. Foi um dos fundadores do Partido Democrático Trabalhista, legenda que deixou após 30 anos por discordar da postura em relação ao Partido dos Trabalhadores.
-

### Segurança pública
Enio Bacchi defende medidas duras para combater a criminalidade. Como parlamentar, propôs a implementação da prisão perpétua com trabalho forçado, a diminuição da maioridade penal. É contra a legalização das drogas e a desmilitarização das polícias.

### Bolsonaro
Contrariando seu partido em 2018, Bacci declarou apoio a Jair Bolsonaro no segundo turno, afirmando que seria a melhor opção para combater a corrupção no país.
No final de 2019, como diretor do Detran-RS, criticou o presidente da República por remover os radares móveis, sustentando que isso iria aumentar os incidentes com altas velocidades.